# Oxira hospitalis
Oxira hospitalis là một loài bướm đêm trong họ Noctuidae.